# Савоя-Ракониджи
Савоя-Ракониджи (на италиански: Ludovico di Savoia-Racconigi) е кадетска линия на Савойската династия, чийто основоположник е Лудвиг I Савойски-Ракониджи – извънбрачен син на господаря на Пиемонт Лудвиг Савойски-Ахая. Линията изчезва през 1605 г. със смъртта без наследници на последния ѝ представител Бернардин II.
През 1581 г. с акт на херцог Карл Емануил I Савойски членовете на линията Савоя-Ракониджи – господари на едноименния феод Ракониджи, получават второ място по ред на унаследяване на Савойската корона след клона на братовчедите им Савоя-Немур.

## Произход
През 1414 г. господарят на Пиемонт Лудвиг Савойски-Ахая определя като свой наследник извънбрачния си син Лудвиг, който получава титлата „Господар на Ракониджи (днешен град Ракониджи в Пиемонт, Северна Италия) и на Милябруна“ (негово подселище). Херцог Амадей VIII Савойски ратифицира акта на унаследяване и през 1443 г. дарява Лудвиг с титлата „маркиз“, давайки му феод, включващ териториите на Ракониджи, Милябруна, Панкалиери, Кавур, Кастелрайнеро и доходи от общността на Вилафранка.
Савоя-Ракониджи са верни на херцогската корона на Савоя. Те обаче не пренебрегват съюза и с близкото Маркграфство Салуцо през 1456 г.
В следващите периоди те се отличават като верни пазители на херцогските земи на юг от Торино, заемайки важни позиции в двора и ставайки второто семейство на дома, предназначено да наследи трона.

Линията изчезва със смъртта на Бернардин II Савойски-Ракониджи. През 1620 г. техният феод, включително Замъкът Ракониджи, където пребивават, се превръща в неразделна част от земите на принца на Кариняно.

## Господари на Савоя-Ракониджи
- Лудвиг I (* 1391, † 1459), господар и впоследствие маркиз на Ракониджи, основоположник на кадетската линия; на 3 ноември 1412 се жени за Алиса дьо Монбел – дъщеря на Гиг, господар на Антремон и на Момбел, и на 2-рата му съпруга Катерина дьо Мобек, от която има двама сина (Франциск и Лудвиг) и четири дъщери (Мария, Алиса, Барбара и Лусия)
- Франциск († пр. 1 януари 1503), господар на Ракониджи, управител на Верчели, жени се за Катрин дьо Сесел, от която има двама сина (Клавдий и Ханибал) и една дъщеря (Мария)
- Клавдий († 1521), господар на Ракониджи, управител на Верчели; през 1476 г. се жени за Иполита Боромео (+1527), от която има двама сина (Бернардин и Антон Лудвиг)
- Бернардин I, маркиз на Ракониджи, управител на Верчели († пр. 1526);[3] жени се за Йоланта Адорно († 1521), от която има пет сина (Лудвиг, Филип, Клавдий, Карл и Франциск)
- Лудвиг II († ок. 1536), маркиз на Ракониджи, граф на Панкалиери, губернатор на Торино (1536), рицар на Малтийския орден
- Филип († 1581), граф на Ракониджи, маркиз на Теджероне; жени се за Паола Коста дела Тринитà от господарите на Мирандоло, от която има пет сина (Бернардин, Франциск, Амадей Лудвиг, Филиберт, Йоан Батист) и шест дъщери (Йоланта, Бона, Клавдина, Луиза, Октавия, Вероника);
- Бернардин II, маркиз на Ракониджи († 1605); през 1577 г. се жени за Изабела дьо Грийе (+1625), маркиза на Клюз; двойката е бездетна.

## Изчезване на линията
През 1605 г. последният представител на линията Савоя-Ракониджи – Бернардин II умира без наследници. Неговата вдовица Изабела дьо Грийе нарежда наследството да бъде дадено на савойския херцог Карл Емануил I, запазвайки използването на замъка в Ракониджи до смъртта си. През 1625 г. той също става херцогска собственост.

## Гербове
- Червен фон, сребърен кръст с пет латински кръста в синьо
- Червен фон, сребърен кръст, пресечен от черна линия